# Notre-Dame-de-Boisset
Notre-Dame-de-Boisset é uma comuna francesa na região administrativa de Auvérnia-Ródano-Alpes, no departamento de Loire. Estende-se por uma área de 9,1 km². Em 2010 a comuna tinha 589 habitantes (densidade: 64,7 hab./km²).